# لاين دان
لاين دان (بالإنجليزية: Iain Dunn)‏ (1 أبريل 1970 في المملكة المتحدة - ) هو لاعب كرة قدم بريطاني في مركز الهجوم. لعب مع سكونثورب يونايتد ونادي بيتربورو يونايتد ونادي تشيسترفيلد ونادي يورك سيتي وهدرسفيلد تاون ونادي سكاربورو ونادي جوول ‏.

## وصلات خارجية
- لاين دان على موقع قاعدة بيانات كرة القدم.إي يو (الإنجليزية)
- لاين دان على موقع Soccerbase.com (لاعب) (الإنجليزية)